# Francis Kiernan
Francis Kiernan (* 2. Oktober 1800 in Irland; † 31. Dezember 1874 in London) war ein britischer Anatom und Chirurg, der das Konzept der klassischen Leberläppchen entwickelte und als Begründer der modernen Leberanatomie gilt.

## Leben
Kiernan kam als ältestes von vier Kindern in einer Arztfamilie in Irland zur Welt. Noch während seiner Kindheit zog die Familie nach England. Kiernan besuchte ein College in Hertfordshire. Nach dem Schulbesuch begann er eine chirurgisch-anatomische Ausbildung am Londoner St Bartholomew’s Hospital. 1825 wurde Kiernan Mitglied des englischen Royal College of Surgeons.
Kiernan wurde 1834 zum Fellow der Royal Society gewählt. 1836 wurde er für seine histologischen Arbeiten zur mikroskopischen Feinstruktur der Leber mit der Copley-Medaille der Royal Society ausgezeichnet. 1837 wurde Kiernan Mitglied des Gründungssenats der neuen Londoner Universität. Dort lehrte er Anatomie und Physiologie. 1850 wurde er zum Fellow des Royal College of Surgeons gewählt und 1864 zum Vizepräsidenten.

## Werk
Kiernan wurde insbesondere durch seine Arbeiten zum funktionellen Aufbau der Leber bekannt. Anhand von Schweinelebern entwickelte er das auch heute noch in vielen Lehrbüchern beschriebene Konzept der sechseckigen klassischen Leberläppen (lobulus hepaticus) als anatomischer und funktionaler Einheit der Leber. Der Raum um die Glissonsche Trias wird in der englischen Fachsprache auch häufig als Kiernan's space bezeichnet (deutsch: manchmal auch Kiernan-Dreieck).
Das Konzept der Leberläppchen wirkt bis in die heutige Zeit nach, obwohl die von Kiernan beim Schwein beschriebene klare anatomische Begrenzung beim Menschen und anderen Säugetierarten fehlt. Erst in den 1950er Jahren zeigten Elias u. a., dass die scharfe bindegewebliche Begrenzung beim Schwein eine Degenerationserscheinung ist, die sich so beim Ferkel noch nicht findet.